# Steven Kane
Steven Kane, född 5 juni 1980 i Newtownards i Nordirland, är en brittisk racerförare.

## Racingkarriär
Kane är lillebror till den tidigare brittiska formel 3-mästaren Jonny Kane, och satsade på samma karriär som brodern. 2003 i det brittiska F3-mästerskapet var hans första hela säsong, och där slutade han på en andraplats i den nationella klassen, vilket 2004 gav honom chansen i det spanska mästerskapet i klassen, där han slutade trea. Kane återvände därefter till den brittiska serien och blev nia 2005. Han valde sedan att köra för regerande mästarna Epsilon Euskadi i Formula Renault 3.5 Series 2006, men säsongen blev en besvikelse för Kane som bara blev tjugonde man totalt. 2007 tillbringade Kane i Porsche Carrera Cup Great Britain, där han slutade på en sammanlagd tredjeplats. 2008 gjorde Kane debut i BTCC, där han slutade tolva för Motorbase BMW efter att ha tagit en pallplats under säsongen.